# François Calmels
François Calmels (Parijs, 11 december 1981 is een professioneel golfer uit Frankrijk
Nadat Calmels als baby aan zijn mond werd geopereerd en later door een baseball werd geraakt adbiseerde de dokter hem een sport te kiezen voor een non-contact sport. Zo kwam Calmels bij golf terecht. Hij werd lid op de Bussy St Georges Golf Club bij Parijs, waar hij veel met zijn jeugdvrienden Grégory Havret en Romain Wattel speelde.

## Professional
Calmels werd in 2006 professional en had toen een handicap van +4.

In 2007 promoveerde hij van de Alps Tour naar de European Challenge Tour. In 2009 won hij de Telenet Trophy in België en was hij een van de twaalf Franse spelers op de Dutch Futures, waar hij achter Nicolas Colsaerts de tweede plaats deelde met Andrew McArthur.
Dit bracht hem naar de 20ste plaats van de Order of Merit, zodat hij naar de Europese Tour promoveerde, waar hij in 2010 speelde.
Zijn vriendin is Jade Schaeffer, zij speelt op de Europese Tour, en won in 2009 het Ladies German Open.
In 2011 had hij een vreemd ongeluk. Terwijl hij in de lift van zijn appartement stapte en de deuren dicht gingen, liep zijn hond de lift weer uit. De hond zat aan de riem. De riem sneed vier vingers van Calmels door. Hij kon vier maanden niet spelen, maar won in 2013 zijn tweede toernooi op de Challenge Tour.

### Gewonnen

##### Alps Tour
- 2006: Open De Mohammedia, Trophée Maroc Telecom

##### Challenge Tour
- 2009: Telenet Trophy
- 2013: Challenge de Madrid (-17), Tsjechisch Challenge Open (-22)